# Musikverband Untermain
Der Musikverband Untermain e.V. wurde am 7. Januar 1951 als Interessengemeinschaft der Blaskapellen am Untermain gegründet. Er umfasst derzeit 65 Mitgliedsvereine mit insgesamt rund 2600 Mitgliedern.
Der Verband ist Mitglied des Bundes Deutscher Blasmusikverbände, sowie im Bayerischen Blasmusikverband. Das Verbandsgebiet umfasst den Landkreis Miltenberg, sowie Teile des Landkreises Aschaffenburg und des Main-Tauber-Kreises. Die Jugendorganisation ist die „Bläserjugend“ mit eigener Vorstandschaft. Außerdem bestehen das „Symphonische Jugendblasorchester Untermain“ und das „Verbandsjugend-Orchester“.

## Personen
| Amt                          | Name               |
| ---------------------------- | ------------------ |
| Präsident                    | Berthold Rüth      |
| Stellvertretende Präsidenten | Fritz Hofmann      |
| Stellvertretende Präsidenten | Rudi Schreck       |
| Geschäftsführer              | Lothar Eckstein    |
| Verbandsdirigent             | Dirk Mattes        |
| Verbandsdirigent             | Norbert Langeheine |

Ehrenpräsident war Franz Pilzweger (1929–2019).